# 陳建凱
陳建凱（1979年11月28日—），台灣男演員。參與多部電視劇、電影、微電影拍攝。

## 作品

### 電視劇
| 年份 | 電視台                 | 劇名                      |
| ---- | ---------------------- | ------------------------- |
| 2000 | 大愛電視台             | 我的母親 (電視劇)         |
| 2004 | 公視                   | 偵探物語                  |
| 2004 | 公視                   | 弟弟放暑假                |
| 2008 | 大愛電視台             | 矽谷阿嬤                  |
| 2008 | 大愛電視台             | 黃金線                    |
| 2012 | 大愛電視台             | 慈悲的滋味                |
| 2012 | 公視                   | 飛吧！鴿子                |
| 2013 | 大愛電視台             | 溫柔玉蘭香                |
| 2013 | 大愛電視台             | 愛在陽光下                |
| 2014 | 台視                   | 徵婚啟事                  |
| 2014 | 大愛電視台             | 光合一加一                |
| 2014 | 華視                   | 國科會單元劇《記憶拼圖》  |
| 2015 | 大愛電視台             | 愛的真諦                  |
| 2015 | 大愛電視台             | 最美的雲彩                |
| 2015 | 東森綜合台             | 我的30定律                |
| 2015 | 公視                   | 我的15分鐘                |
| 2016 | 台視                   | 加油！美玲                |
| 2016 | 大愛電視台             | 我家的方程式              |
| 2017 | 民視                   | 實習醫師鬥格              |
| 2017 | 台視                   | 牡丹花開                  |
| 2017 | 大愛電視台             | 黃金大天團                |
| 2017 | 緯來戲劇台、靖天戲劇台 | 最好的選擇                |
| 2017 | 大愛電視台             | 在愛之外                  |
| 2018 | 大愛電視台             | 程哥懺悔路                |
| 2018 | 大愛電視台             | 阿英的成長日記            |
| 2018 | 公視                   | 青苔                      |
| 2019 | 大愛電視台             | 百歲仁醫                  |
| 2019 | 台視                   | 愛情白皮書 (2019年電視劇) |
| 2020 | 公視                   | 鏡子森林                  |
| 2020 | 公視                   | 我的婆婆怎麼那麼可愛      |
| 2020 | 大愛電視台             | 迎風而立                  |
| 2021 | 大愛                   | 阿良的歸白人生            |
| 2021 | YouTube、公視          | 國際橋牌社2               |
| 2022 | 台視                   | 美麗人生                  |
| 2022 | Disney+、bilibili      | 正義的算法                |
| 2022 | 中視、中天娛樂台       | 台灣X檔案                 |
| 2023 | 東森戲劇台             | 生命捕手                  |
| 2024 | 公視                   | 我的婆婆怎麼那麼可愛2     |
| 2025 | 大愛電視台             | 我們六個                  |

### 電影
| 年份 | 劇名                 |
| ---- | -------------------- |
| 2005 | 南方紀事             |
| 2007 | 插天山之歌           |
| 2012 | 花漾                 |
| 2016 | 杏林醫院             |
| 2017 | 雙生（馬來西亞電影） |

### 微電影
- 張信哲演唱會微電影
- 一把青前導片
- 全家超商微電影
- 旗聚一堂
- 長庚兒少保護微電影 重生篇

### 廣告
- 上海服飾代言
- 台灣房地產廣告

### 舞台劇
- 屏風表演班《百合戀》

## 主持
- 大愛《美麗心生活》
- 大愛《把愛傳出去》

## 專訪
- 2011年法譬如水經藏演繹[3]
- 2018年中正紀念堂浴佛演繹〈勤行頌〉擊心鼓[4]

## 活動
- 2014年『熊愛自閉兒』公益路跑活動站台[5]

## 外部連結
- - 陳建凱willy的Facebook專頁